# A Classic Horror Story
A Classic Horror Story (bra: Um Clássico Filme de Terror) é um filme de terror italiano de 2021 escrito por dirigido por Roberto De Feo e Paolo Strippoli. É estrelado por Matilda Lutz, Will Merrick, Yuliia Sobol, Justin Korovkin, Peppino Mazzotta, Cristina Donadio, Francesco Russo e Alida Baldari Calabria. O filme foi lançado mundialmente pela Netflix em 14 de julho de 2021.

## Elenco
- Matilda Lutz ... Elisa
- Francesco Russo ... Fabrizio
- Peppino Mazzotta ... Riccardo
- Will Merrick ... Mark
- Yuliia Sobol ... Sofia
- Alida Baldari Calabria ... Chiara

## Recepção
No Rotten Tomatoes, o filme detém um índice de aprovação de 43% com base em 7 avaliações, com uma pontuação média de 5,60 de 10.